# La resistible ascensión de Arturo Ui
La resistible ascensión de Arturo Ui, cuyo título original en alemán es Der aufhaltsame Aufstieg des Arturo Ui, es una obra del dramaturgo alemán Bertolt Brecht, escrita originalmente en 1941. Relata el ascenso al poder de Arturo Ui, un mafioso ficticio de Chicago de la década de 1930, y sus intentos de controlar el negocio de la protección mediante la extorsión de la venta de coliflor, a través de la eliminación despiadada de toda oposición.

## Historia
Fue escrita por Brecht con la colaboración de Margarette Steffin, en solo tres semanas en 1941, mientras aguardaba exiliado en Helsinki la visa para entrar en los Estados Unidos. La obra no fue puesta en escena hasta finales de 1958, y su versión inglesa recién en 1961. No obstante, Brecht nunca planificó una versión alemana de la obra, siendo escrita específicamente para los escenarios estadounidenses.

## Argumento
La obra es una explícita alegoría satírica del ascenso al poder de Adolf Hitler en la Alemania Nazi, el cual Brecht representa en paralelo al ascenso de Ui. Todos los personajes y grupos de la obra, tienen contrapartes directos en la historia de esa época, con Ui representando a Hitler, su mano derecha Ernesto Roma representando a Ernst Röhm, Emanuele Giri representando a Hermann Göring, el trust de la coliflor representando a los terratenientes prusianos, el destino de la ciudad de Cicero siendo equivalente a la anexión de Austria, y así sucesivamente. Asimismo, cada suceso en la obra está basado en un hecho real, como por ejemplo el incendio en el almacén representando el incendio del Reichstag o el escándalo del préstamo para el muelle satirizando el Osthilfeskandal (escándalo relacionado con la malversación de fondos entregados por el gobierno alemán para ayudar económicamente a estados de Prusia Oriental).

## Estilo
En el sentido dramático, la obra se mantiene dentro del estilo de teatro épico del autor. Abre con un prólogo escrito en forma de discurso dirigido a la audiencia, resaltando los personajes más importantes y explicando las líneas principales de los acontecimientos a presenciar, permitiendo de esta forma al público concentrarse en el mensaje y no en el suspenso de lo que pueda pasar a continuación. Asimismo, en sus instrucciones para la puesta en escena, el autor específica ciertas características técnicas que debería tener la obra, como la inclusión de avisos o proyecciones luego de ciertas escenas, que presenten a la audiencia información relevante a fin del clarificar los paralelismos con el propio ascenso al poder de Hitler. 
La obra frecuentemente hace referencias a obras de Shakespeare y otros escritores para profundizar su mensaje didáctico. Para resaltar la maldad del ascenso al poder de Ui, tanto en la introducción como en la escena 14, tiene puntos de contacto con la obra Ricardo III de Shakespeare, en la cual el personaje es visitado por los fantasmas de sus víctimas, tal como le sucede a Ricardo.

## Puestas en escena
El papel de Arturo Ui ha sido interpretado por un buen número de importantes actores, como Al Pacino, John Turturro, Leonard Rossiter, Antony Sher, Nicol Williamson, James Purefoy, Griff Rhys Jones, David Tennant, Peter Falk y Simon Callow. Este último comenta su interpretación en su autobiografía Siendo un actor.
Una destacable adaptación de la obra, es la dirigida por Heiner Müller, la cual ha sido puesta en escena por la compañía de teatro Berliner Ensemble de Berlín desde junio de 1995, con Martin Wuttke en el rol principal.
En España se puso en escena en 1975, estrenándose 16 de octubre en el Teatro Lara de Madrid. Con la dirección a cargo de José Luis Gómez y la escenografía de Equipo Crónica, sus intérpretes fueron Miguel Palenzuela, Julieta Serrano, José Luis Gómez, Paco Casares y Eusebio Lázaro. En 1995, otra puesta en escena tuvo dirección de José Carlos Plaza e interpretación de Fidel Almansa, Vicente Cuesta, Nuria Gallardo, Juan Messeguer y Fernando Sansegundo. En 1987 fue producida por Carlos Alberto Aguilar, dirigida por Alfredo Zemma y protagonizada por Franklin Caicedo en el Teatro Bambalinas de San Telmo (Buenos Aires).